# استان داکا
استان داکا یکی از استان‌های کشور بنگلادش است.
مرکز و بزرگ‌ترین شهر این استان شهر داکا است که پایتخت بنگلادش نیز هست.
مساحت استان داکا ۳۱٬۱۱۹٫۹۷ کیلومتر مربع و جمعیت آن ۳۸٬۶۷۸٬۰۰۰ نفر است. (سال ۲۰۰۰).
این استان دارای یک منطقه شهری، ۱۷ شهرستان، ۵۸ شهرداری، ۲۱ حوزه استحفاظی، ۱۱۹ بخش، ۱۲۳۹ اتحادیه شورایی، ۱۲۷۶۵ دهستان، ۵۴۹ برزن و ۱۶۲۳ محله و روستا است.
درصد باسوادی در این استان ۳۳٫۰۵ درصد است. نهادهای دینی آن عبارتند از ۴۴٬۵۰۱ مسجد، ۵۰۶۵ معبد، ۲۳۴ کلیسا، ۲۹۲ آرامگاه و ۱۱ پاگودا (بتکده).
این استان در زمانی که بنگلادش، پاکستان شرقی نام داشت بخش داکا در استان پاکستان شرقی به‌شمار می‌آمد. املاء نام این استان که امروزه در انگلیسی Dhaka است در زمان پاکستان شرقی Dacca نوشته می‌شد.
شهرستان‌های استان داکا از این قرارند:
تانگیل، جمال‌پور، داکا، راج‌باری، شریعت‌پور، شیرپور، فریدپور، قاضی‌پور، کیشورگنج، گوپال‌گنج، مداری‌پور، منشی‌گنج، منیک‌گنج، میمن‌سینگ، ناراین‌گنج، نارسینگدی، نتروکونه.